# 项羽
項羽（前232年—前202年），名籍，字羽，以字行，楚国下相（今江蘇省宿遷市）人，秦朝末年至楚汉时期西楚的軍事家、政治家，同时是西楚开国君主。
楚国名將項燕之孫，七歲後隨叔父項梁遷吳中，秦末民变期间在会稽郡（今江蘇蘇州）起兵反秦，受楚後懷王封為魯公。前207年鉅鹿之戰中，項羽統率楚軍五萬大破秦軍四十萬，決定秦朝覆亡之勢，秦朝最後一位君主子婴自降為「秦王」，不再稱「皇帝」。項羽起兵三年，即率領山東六國諸侯滅秦，分封天下，政由羽出，自封「西楚霸王」，統治黃河及長江下游的梁楚九郡，年僅二十五歲。
前206年，漢王劉邦從漢中出兵進攻項羽，展開了歷時四年的楚漢戰爭，期間項羽雖然彭城之戰（今江蘇徐州）大破劉邦，但項羽因分封矛盾引起各路諸侯紛紛反叛，且始終無法有固定的後方補給，糧草殆盡，最後反被劉邦所滅。前202年，項羽在垓下之战為劉邦指揮諸侯六十萬聯軍所敗，突圍至烏江後，自刎而死。
項羽獲譽為華夏史上最勇猛的将领，史學家稱“羽之神勇，千古无二”，且在「霸王」一词通常专指项羽。

## 生平

### 出身
項氏歷代習武，多人也是楚國將領。前223年，秦將王翦率60萬大軍攻楚。楚將項燕败於秦军被殺，楚亡。項羽是项燕之孙。项羽本人据载是目生重瞳，身长八尺，力能扛鼎，才气过人。項羽少年時讀書輟學，學劍術也中途而廢。其叔父項梁因此不滿，項羽回答：「書足以記名姓而已。劍一人敵，不足學，學萬人敵。」於是項梁不教他讀書與劍術，改教他兵法，但項羽略知大意以後，便不肯全部學完。後來項梁因故殺人，躲避仇家，攜項羽逃亡到吳中（今蘇州）定居。
秦始皇帝三十七年（公元前210年），秦始皇巡遊会稽郡渡钱塘江時，時年22歲的項羽跟項梁一起旁觀皇帝出巡，項羽說：「彼可取而代也」（可以取代他。），嚇得項梁急掩其口，但從此對項羽另眼相看。因此典故，該處一说名掩浦，一名項浦，位於湖州府城東北十六里弁山東。

### 起兵反秦（前209年—前207年）
秦二世元年（前209年）七月，陳勝、吳廣在大澤起義，開始反秦。到了九月，會稽郡假守殷通（代理太守）欲先發制人發兵反秦，於是找項梁商議。但項梁卻命項羽趁機謀殺了殷通，史書記載當時項羽在殷通府中拔劍斬其頭及擊殺門下近百人。項梁在吴中各縣自行舉兵起義反秦，不久便招募了精兵八千人，俗謂「八千江東子弟」。
項梁自封為會稽郡郡守，項羽則任裨將，率領八千子弟，渡長江，得到一些反秦軍隊歸附，兵力增至六、七萬人，進駐下邳，並消滅了自立為楚王的景駒勢力。范增進言楚地流行「楚雖三戶，亡秦必楚」之說，建議項梁立故楚後人為王，項梁採納，在民間找到楚懷王嫡孫熊心，立他為楚王，仍號“楚懷王”，即楚後懷王，以爭取楚地民心。

### 巨鹿之戰（前207年）
項梁北伐秦兵，前208年九月在定陶之戰中遇秦兵主力章邯，陣亡。章邯其後率軍攻趙國，大敗趙軍，趙王趙歇退至巨鹿。楚後懷王遷都至彭城（今江蘇徐州），封項羽为长安侯，鲁為其食邑，故项羽又称魯公。懷王與諸將約定，「先入定關中者王之」，即先攻破關中者為關中王。項羽希望懷王命他攻關中，但懷王不聽，而命劉邦攻關中，命宋義為上將軍，項羽為次將，率兵往鉅鹿救趙。
宋義軍到達安陽後停止前進，在當地停留了四十六日。前208年十一月，項羽建議進兵，但宋義不接納，項羽便矯詔殺了宋義，楚軍諸將擁立羽為假（代理）上將軍。項羽派桓楚稟報懷王，懷王被迫任命項羽為上將軍。
項羽進兵巨鹿（今河北平乡县西南）。秦軍兵力有王離軍二十萬與駐守糧道的章邯軍二十萬，楚軍只有五萬，兵力遠遠少於秦軍。仔細考察形勢後，項羽決定先派英布、蒲將軍率兩萬楚軍渡漳河，襲擊秦軍糧道，令王離軍乏食，並使章邯軍疲於奔命，而能對王離軍各個擊破。項羽隨後率其餘4萬楚軍渡河，命令部下在渡河後砸碎釜鍋與鑿沉舟船（後世稱之為「破釜沉舟」，意謂豁出一切），全軍僅攜帶三日乾糧，餘者焚之，表明自絕退路，以示士卒必死，無一還心，若不得勝便有死無生。
最後項羽九戰九勝，楚軍無不以一當十，大破秦軍四十萬。當時帶領援兵的諸侯僅作觀戰（即成語「作壁上觀」），待章邯引兵退卻時，諸侯軍乃敢進攻王離、涉間，項羽辕门召見時，諸侯全部膝行而前，莫敢仰視。項羽成為「諸侯上將軍」，為各路諸侯軍隊的統帥。前207年六月，秦將章邯率所部向項羽投降。

### 進入關中（前206年）
巨鹿之战後，項羽繼續向關中平原進軍，前207年十一月（前207年12月14日–前206年1月11日），項羽擔心秦降兵生變，於是命楚軍在一夜間在新安城南（今河南省三門峽市義馬市二十里鋪村一帶）坑殺掉降兵二十餘萬人。但劉邦前207年十月已經搶先佔領秦都咸陽，並派軍在函谷關阻止楚軍入關，楚軍以英布為先鋒乃破關直入。劉邦大懼，乃退出咸陽，紮營灞上。劉邦的部下左司馬曹無傷派人向項羽說「沛公欲王關中，使子嬰為相，珍寶盡有之。」項羽大怒。當時項羽統率四十萬軍隊，而劉邦只得十萬人。范增遊說項羽鏟除劉邦，項羽在鴻門（今陝西省西安市臨潼區新豐鎮鴻門堡村）宴請劉邦，范增於席間命項莊借表演劍術為名，意欲刺殺劉邦，後世稱此為「項莊舞劍，意在沛公」。但項伯起身保護劉邦，又加上張良命樊噲衝進來遊說項羽，項羽让劉邦平安地離去，後世稱此宴為「鴻門宴」。前206年，項羽進入咸陽後，殺秦王子嬰，焚咸陽秦宫室，大火維持三個月，他經過的地方「無不一片廢墟」，關中人民對他大為失望，不得民心。

### 分封天下（前206年）

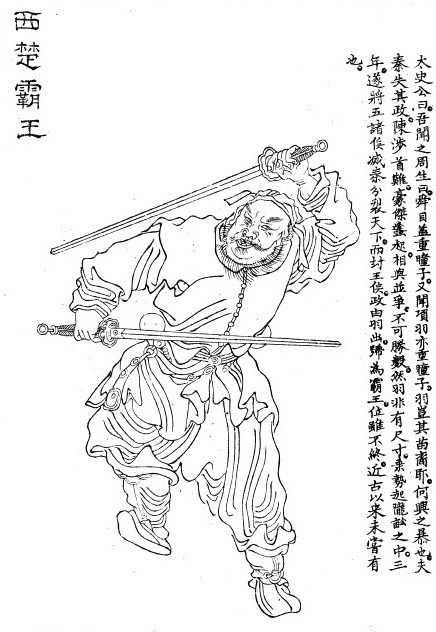
西楚霸王

這時韓生勸說項羽留駐關中，可成就霸業。項羽沒有留在關中的打算，当时秦宫皆以烧而残破，又思东归，他說：「富貴不歸故鄉，如衣繡夜行，誰知之者。」此为成語衣錦還鄉和錦衣夜行的由來。韓生则因為項羽不留關中，批評項羽：「人言楚人沐猴而冠耳，果然。」（聽人說楚國人像是戴帽子的彌猴，果真如此。）項羽聽說後很生氣，烹殺了他。
之後項王使人致命懷王，請示如何分封領地。懷王曰：「如約。」即先入關中的劉邦為關中王。項羽不服，乃尊懷王為楚義帝，欲自己稱王，並分封各路將相：「天下初發難時，假立諸侯後以伐秦。然身被堅執銳首事，暴露於野三年，滅秦定天下者，皆將相諸君與籍之力也。義帝雖無功，故當分其地而王之。」（天下初發難時，我們暫立六國諸侯後代（即懷王）為王伐秦。然而親身披甲執銳起義，戰場奮戰三年，滅秦定天下的，是各位和我的力量啊。不過，義帝雖無功，我們還是分地讓他稱王。）諸將皆曰：「善。」
之後自立為“西楚霸王”，統治梁楚九郡，定都彭城（今江蘇徐州）。他把華夏大地分封給各路反秦將領，故秦關中之地，封給章邯、司馬欣、董翳三位秦朝降將，將劉邦封到漢中郡、巴郡、蜀郡、武都郡、广汉郡當汉王。也大概在此時，為項羽帳下執戟郎的韓信因不受重用而棄楚投漢，日後成為楚漢戰爭中極關鍵的人物。
不久項羽把義帝流放至長沙国郴縣，暗命英布在半途殺死他。同年齊相國田榮起兵自立為齊王，又派兵支援陳餘擊敗常山王張耳，陳餘復立代王趙歇為趙王。

### 楚漢相持（前206年—前204年）

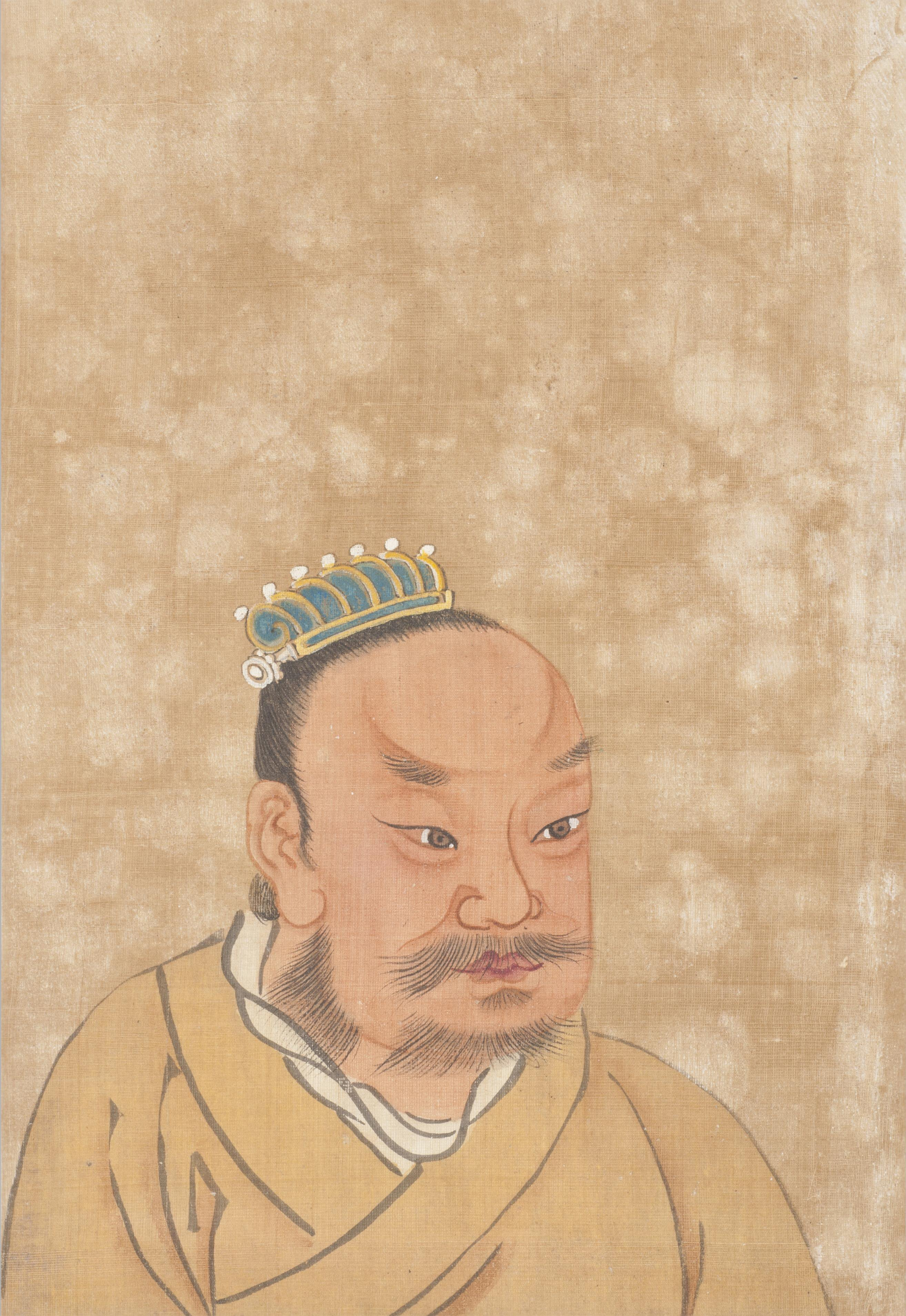
项羽

前206年8月，漢王劉邦趁項羽討伐齊地田榮時，反叛出兵攻擊三秦（即關中），擊潰楚軍，司马欣、董翳降漢，章邯被圍困於廢丘，漢軍取得關中。此時韓王信攻韓地，再下十餘城，11月，韓王信受封韓王。漢軍取得關中與韓地，站穩腳跟，準備東進。
前205年3月，漢軍準備萬全，劉邦以項羽殺害楚義帝為名，聯合五國諸侯，兵分兩路，共五十六萬大軍进攻楚國，佔領彭城（今江蘇徐州），漢軍盡收貨寶美人，夜夜笙歌。項羽闻讯，命部屬留守齊地，親率三萬精兵南下。項羽所在的齊地位於彭城北方，項羽仔細考察形勢後，決定繞到彭城西邊，也就是從劉邦攻入彭城，防禦最薄弱的方向從背後予以奇襲。项羽行軍電光石火，先擊敗鲁县的樊哙，吕泽不及回防。項羽在早晨向彭城劉邦的數十萬漢軍發動進攻，至中午大破漢軍，將漢軍壓迫於谷、泗水地區，韓信等各路漢軍潰敗，被殲十餘萬人。楚軍收復彭城，又緊追不捨至睢水上（今安徽淮北市西），漢軍被逼入河中，溺斃十餘萬人，「睢水為之不流」。此時楚軍已經包圍劉邦三層，然而突然大風西北而起，飛沙走石，天昏地暗，楚軍大亂，劉邦趁機與數十騎逃走。太公呂后為楚軍所獲。此戰項羽以楚軍三萬擊潰漢軍五十六萬，為中國歷史上之名戰役。此一大敗讓漢軍元氣大傷，盡失原本佔領關中與韓地的優勢，退守滎陽。
敗逃的刘邦让缯贺擊楚，阻止了楚军進攻。。刘邦还派曹参平定了程处在燕县的叛乱，楚柱天侯在衍氏的叛乱，樊哙在彭城之战前失了鲁地，战后再次取得鲁、梁一带之地，最后灌婴、靳歙、曹参、樊哙在“军于荥阳”，即在荥阳会合。随后引水灌废丘，废丘降，章邯自杀，消灭了章邯。接着刘邦稍收士卒，再加上萧何亦发关中老弱，都到荥阳助軍，劉邦又以担任过秦朝骑士的李必、骆甲两人训练骑兵。之後在京索打败追擊的项羽，汉二年五月刘邦西收兵与吕泽在下邑会合。劉邦派人去沛县找到了彭城之戰失散的刘盈和鲁元公主。京索之戰，漢軍穩住陣腳，楚軍也無力突破漢軍防線進攻關中。雙方從此開始在滎、成一帶拉鉅，戰爭進入相持階段。
前204年，刘邦为解除荥阳相持的僵局，命令靳歙击断楚军从荥阳至襄邑的粮道，命令灌婴击断了楚军从阳武至襄邑的粮道，离开荥阳，攻打楚国后方的二号大本营：鲁城，并留下御史大夫周苛、魏王豹、枞公等人守荥阳，刘邦指挥的汉军正在攻打鲁城項冠。周苛認為魏王豹會投降項羽，殺了魏王豹，隨即项羽攻破了荥阳，烹殺了周苛，项羽再破成皋，至巩县，直逼洛阳，刘邦完全平定魯城，得知荥阳与成皋已失，项羽逼近洛阳，于是命令靳歙、丁复等单独攻打楚国后方，丁复在彭城打败龙且，刘邦与灌婴回洛阳抵挡项羽，把项羽阻挡在巩县不能西进，项羽猛攻洛阳与敖仓，刘邦命令灌婴去邯郸调韩信军回敖仓坚守，任命灌婴接任御史大夫之职，派郦食其说降齐国。
刘邦在拖住项羽同时，另派数路汉军分掠楚地，从后方包抄项羽，韩信、曹参、灌婴、呂澤軍團等漢軍精銳在潍水之戰全歼了楚国大司马龙且率领的援齐楚军，平定齐国。彭越、刘贾在楚军后方往来，断绝楚军粮食補給，而英布在楚国后方九江攻城略地，刘贾、卢绾也配合英布作战。靳歙深入楚军后方，平定楚国大片领土，东至平定缯、郯、下邳，南至蕲、竹邑，击败项悍於济阳，从后方包围项羽。灌婴在淮北大破楚军最后一支主力项声军团，攻下西楚都城彭城。對楚军实现了战略包围，使项羽的处境更趋困难，楚军粮食缺乏，既不能进，又不能退，完全陷入了困境。

### 兵敗陳垓（前203年—前202年）

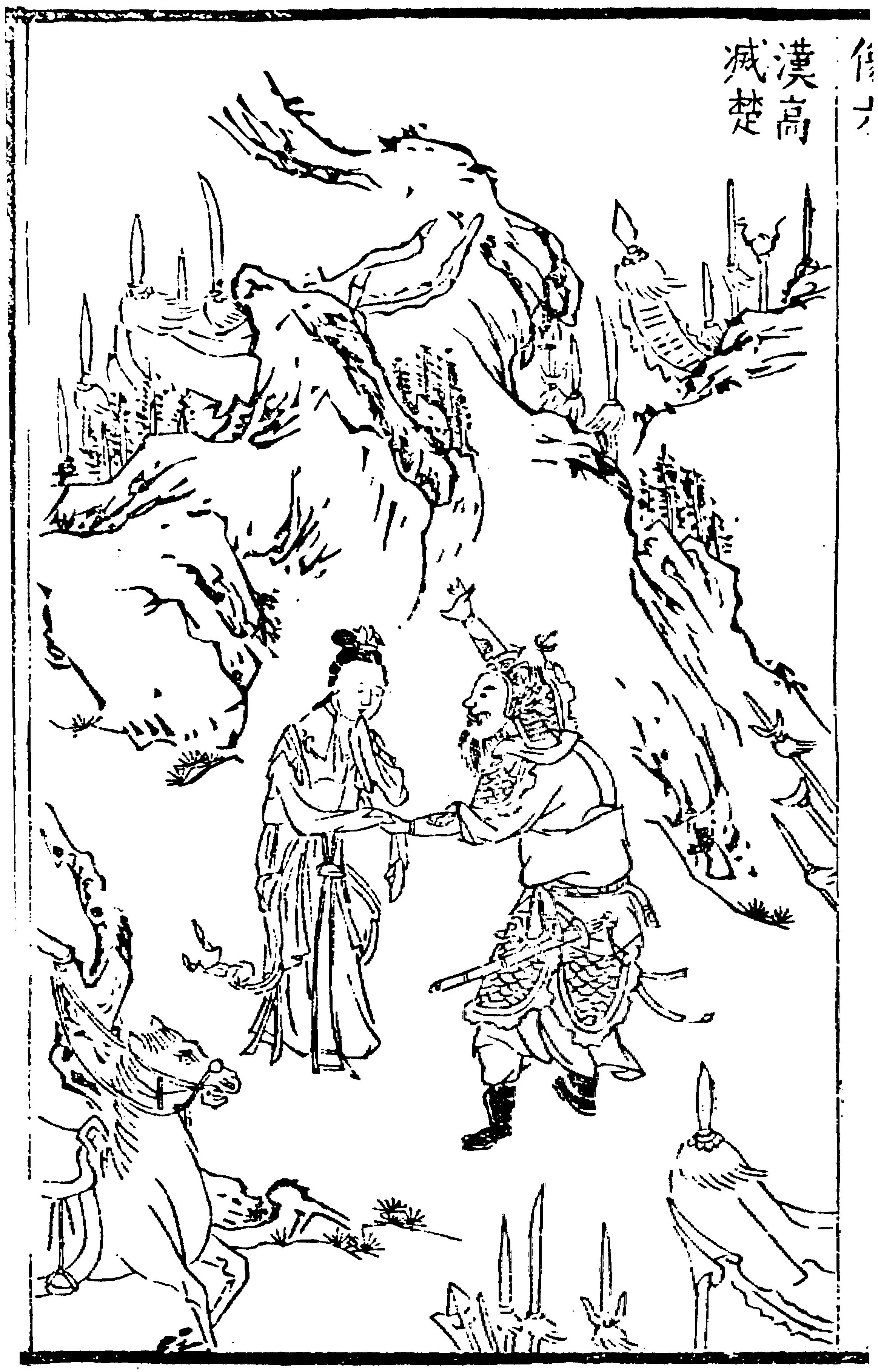
漢高滅楚

前203年，汉军士气大盛，粮草充足，项王士卒疲惫，粮食告绝。項羽早先在彭城之戰擄獲劉邦之父刘太公、劉邦之妻呂雉，此時项羽以刘太公為人質要挟刘邦，但劉邦不理會。「我和你一起接受楚後懷王的命令，結拜為兄弟，我父親就是你父親；你一定要煮你父親來喫，也請分我一杯羹！」項羽大怒，原想殺了劉太公，但因項伯的勸阻而作罷。後來兩方签订鴻溝和約，項羽也釋放劉邦家人，率军撤退。中國象棋棋盤上的「楚河漢界」，就是後人為了紀念此事而命名的。
不久劉邦從張良建議，撕毀和約追擊楚軍。刘邦趁项羽退军之际率领汉军发起追歼，在阳夏大破項羽率領的楚军，俘虏楚国大将周将军。刘邦到固陵后，命令刘贾渡淮河，攻下寿春，派人策反楚国大司马周殷，攻占城父，並与灌婴、靳歙约定好，在陈县夹击项羽，断截项羽逃回会稽的归路，汉将宣曲侯丁义率领骑兵和汾阳侯靳强率汉军为先锋，攻固陵楚军，便击破了楚大将钟离眜的部队，项羽得知灌婴、靳歙等率领汉军东来后，为防自己被包围，集結著剩餘主力南退守至陈下。
前202年，楚军东面丧失了龙且军团、项声军团，西面丧失了曹咎军团，南边大司马周殷也已叛楚率领军团投降，汉将刘贾堵截项羽南逃之路，西楚主力基本损失殆尽。楚军的粮草又被彭越截断，人无粮、马无草，危机重重。
刘邦面对大好形势，毫不手软，率领汉军就主动出击对陈县的项羽军發起追擊殲滅戰。陈下之战项羽大败，退逃东南，西楚陈公立即投向汉军，陈县归于汉军。项羽楚军主力受到重创後欲撤往会稽，刘贾、周殷、英布攻下城父堵截项羽，项羽逃到垓下，刘邦与刘贾、周殷、英布会合。
韓信、彭越、英布等會合劉邦後，漢軍參戰兵力已超過六十萬人，在垓下將向江南撤退的十萬楚軍層層包圍，此險惡形勢即為後人所稱「十面埋伏」。劉邦以韓信親率三十萬人為前軍，孔將軍（孔聚）在左翼，費將軍（陳賀）在右翼，劉邦坐鎮居中軍在後，絳侯（周勃）、柴將軍（柴武）做為預備隊在劉邦軍後待命。彭越、英布等在楚军后方，韓信親率前軍發動攻勢，初戰進攻受挫後退，在楚軍追擊時，劉邦讓孔、費兩翼左右包抄夾擊楚軍，同時韓信率領前軍翻身再戰，以及彭越、英布、刘贾、周殷等诸侯从各处围攻楚军，楚軍在三面夾擊中被擊敗。項羽被迫退回垓下城。

### 烏江自刎（前202年）

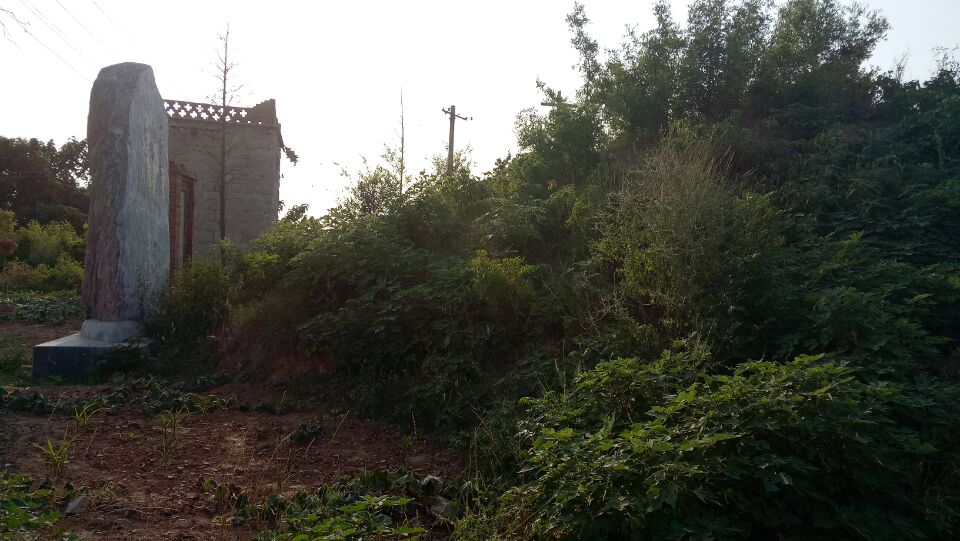
西楚霸王头葬地

垓下之戰敗後，楚軍被包圍在垓下城。是夜，漢軍又以士兵以楚地方言唱歌，让楚军误以为漢軍已渡江佔領了他们的家乡，楚國已亡。这“四面楚歌”心理战术，使项羽军士氣崩潰。項羽和他愛人虞姬在此際唱出了著名的《垓下歌》，唱了一遍又一遍。項羽淚水流了下來，左右部將也泣不成聲，莫能仰視。项羽率剩餘精锐骑兵突围。
項羽率八百餘人突圍，漢將灌嬰帶五千騎兵緊追不捨。渡過淮水以後，項羽的騎兵只剩下百人。項羽在陰陵迷路，向路邊的農夫問路，農夫謊報路徑，使項羽軍迷失在大澤當中，被漢軍追至，項羽引兵往東。
項羽到達東城時，只剩二十八騎，漢軍騎兵追擊的有數千人。項羽自度不得脫身。跟部將說：「吾起兵至今八歲矣，身七十餘戰，所當者破，所擊者服，未嘗敗北，遂霸有天下。然今卒困於此，此天之亡我，非戰之罪也。今日固決死，願為諸君快戰，必三勝之，為諸君潰圍，斬將，刈旗，令諸君知天亡我，非戰之罪也！」語畢，將二十八騎分為四隊四向。此時數千漢軍已重重包圍上來。項羽跟部將說：「吾為公取彼一將。」命令部將從四面分頭下山，約定在山東面三處會合。接著，項羽大吼著從山上殺向漢軍，望風披靡，如入無人之境，當場斬殺漢軍一將。當時，赤泉侯楊喜為騎將，追殺項羽，項羽沒出手，只回頭瞪眼暴喝一聲，赤泉侯即人馬俱驚，向後逃跑了好幾里遠。下山後，項羽與其騎會為三處。漢軍不知項羽所在，乃分軍為三，再包圍上來。項羽衝上前，再斬殺漢一都尉，又殺數十百人，再聚集部隊，只損失了兩名騎兵。項羽問部將：「何如？」部將皆拜服嘆曰：「如大王言。」
項羽原準備東渡烏江，回到故土江東。烏江亭長準備船給項羽，說：「江東雖小，地方千里，眾數十萬人，亦足王也。願大王急渡。今獨臣有船，漢軍至，無以渡。」項羽哈哈一笑：「天之亡我，我何渡為（為何渡）！且籍（項羽）與江東子弟八千人渡江而西，今無一人還，縱江東父兄憐而王我，我何面目見之？縱彼不言，籍獨不愧於心乎？（縱使他們不說，籍難道不愧於心？）」語畢，再跟亭長說：「吾知公（您）長者。吾騎此馬五歲，所當無敵，嘗一日行千里，不忍殺之，以賜公。」將愛馬烏騅託付給亭長後，項羽與騎兵下馬步行，持短兵與追上的漢軍接戰。獨項羽一人就殺死漢軍數百人。項羽亦身受十餘處傷。此時項羽看見從小一起長大的玩伴呂馬童也在漢軍中，說：「若非吾故人乎？」呂馬童不敢直視，轉頭背對項羽，跟另外一位軍官王翳說：「此項王也。」項羽說：「吾聞漢購我頭千金，邑萬戶，吾為若德（我送禮給你）。」於是自刎而死。王翳搶到項羽的頭，其他追兵為搶奪項羽屍體，光自相殘殺就殺死了數十人；最後除了王翳獲得項羽的頭外，郎中騎楊喜、騎兵司馬呂馬童、郎中呂勝及楊武各得一塊屍體。五人將屍體拼湊起來，確實是項羽。劉邦故將屬地分封為五：封呂馬童為中水侯，封王翳為杜衍侯，封楊喜為赤泉侯，封楊武為吳防侯，封呂勝為涅陽侯。
因項羽曾封魯公，故魯地（今山東曲阜一帶）一直不肯降漢，直到漢軍出示了項羽首級，並答允禮葬項羽才肯投降。之後，漢王劉邦在穀城以魯公禮安葬項羽，並親為發哀，哭之而去。

## 从属
- 范增，项梁时曾建议立楚王之后。項羽尊其為「亞父」，後來不受項羽信任而離開。
- 龍且，項籍麾下将领，潍水之战为呂澤陈武丁礼韩信聯軍所败，与留公逃至假密，为汉灌婴部下所斩。
- 陳平，本魏王咎的太仆，屡次劝谏魏王咎而不被采用，离去。陳平过来后投项羽，随项羽入关，赐爵平爵卿。楚汉战争开始，殷王反楚，陈平率军平定。不久，汉军再次进攻殷王，殷王再次降汉，项羽大怒，迁怒于当初平定殷王的人并要杀他们。陈平于离开项羽投奔劉邦。
- 韓信，項籍麾下執戟郎，不被重用而投靠劉邦。
- 鍾離昧，項籍麾下将领，西楚滅亡後隱姓埋名逃回家鄉，後來投奔故交韓信以求庇護，但劉邦下死命大力通緝，自知無活路而自杀身亡，韩信持其頭顱在陈下獻給劉邦。
- 季布，項籍麾下将领，西楚滅亡後由夏侯嬰推薦仕漢。高后时期阻止朝中的主战派对匈奴用兵，被吕后采纳。汉文帝初任河东太守，河东郡时为天下第一大郡，汉长安东部屏障。
- 蒲將軍
- 桓楚，故秦寿春令。秦时项梁犯法，及由他疏通关系找到司马欣释放项梁，故为项氏所亲信。
- 周殷，項籍信任的親信，任大司馬，陳下之戰前倒戈於劉邦。
- 呂馬童，項籍的同鄉，後來投靠劉邦。
- 叔孫通，於彭城之戰後投靠劉邦。
- 郑君，项羽败，高祖令故项羽臣下名籍，郑君不从，见逐，孝文时去世。子郑当时武帝时任大司农。
- 武涉，項籍麾下的論客，曾往韓信處勸降，事不成。
- 丁公，項籍麾下騎將，季布和季心的母弟，於彭城之戰放走劉邦，西漢時被劉邦斬首。
- 利几，陈公，项羽败亡，降汉，封颖川侯。不久汉高祖六年秋，利幾於潁川反，劉邦乃率軍親征，利幾兵敗被殺
- 萧公角，彭越反梁地，受田荣将军印。项羽派其征彭越，反为彭越打败；
- 留公，姓名不详，与龙且共救齐，为呂澤韩信聯軍所败。
- 薛公，姓名不详，楚汉战争后期与项声共复定淮北，灌婴回师，战于下邳，为灌婴军所斩。
- 薛公，姓名不详。项羽败后投奔滕公夏侯婴。英布反，在刘邦亲征前为其分析形势，为刘邦所采纳
- 周兰，亚将，从龙且救齐，为灌婴所俘。灌婴占领彭城后进攻苦、谯，再次为灌婴所俘。
- 李將軍，山阴人李左绩。鲁城守将，在项羽死后仍然坚持不降，刘邦派人把项羽首级送往谷城并為项羽发丧，李将军逐率军投降，后自刎殉主。[15]

## 家族成员

### 亲属
- 項燕，項羽的祖父，楚国名将。
- 項伯，項羽的叔父，刘邦称帝赐姓刘，改名为刘缠，封射阳侯。公元前192年去世。射阳位于今江苏宝应射阳湖镇一带。
  - 劉猷，項伯之子，项羽堂弟，刘邦称帝赐姓刘，改名为刘猷。項伯死後，劉猷獲罪，不得继承項伯爵位，国除。
- 項梁，項羽的叔父，任楚国武信君，在定陶之戰被章邯所殺
- 項莊，項羽堂弟，在鴻門宴舞劍而出名。
- 項聲，九江王英布为汉，与龙且将楚军破九江，尽有九江。楚汉战争末年，汉将灌婴攻楚略地至淮，进至广陵。项羽令项声率军复定淮北。及灌婴回师复渡淮，大破其军于下邳。
- 項它，项羽败亡后归汉，赐姓刘，汉高祖七年（前200年）封平皋侯，孝惠五年（公元前190年）年去世，谥炀侯。后传共侯远、节侯光，及至侯胜；汉武帝元鼎五年，坐酹金免。元康四年，它玄孙之孙诏复家。
- 項悍，西楚項氏宗親，項羽麾下親族將領之一。曾在濟陽與漢軍交戰。
- 項冠，刘邦率领灌婴和靳歙破于鲁城，其所部下五楼烦将五人、连尹一人为灌婴军斩杀。
- 项襄，项氏亲，汉二年从起定陶，去世，谥“安侯”，子哀侯舍嗣。景帝时哀侯舍历任太仆、御史大夫，周亚夫罢相，继任丞相，景帝后元年免。
- 項嬰，被項籍派往張耳當監察官，後被張耳所殺。
- 虞姬，項羽側室。史書沒有記載其結局，後世文藝作品通常設定為於垓下之戰中自刎殉夫

### 后人
唐玄宗年间右威卫左中侯项承晖墓志铭自称其为项羽后人，还提及其姐为贵妃。

## 爭議

### 自杀地点
由於《史記·項羽本紀》、《史記·高祖本紀》及《漢書·灌嬰傳》有提及項羽「身死東城」、「追殺項羽東城」等，有人認為項羽是在東城自刎而不是烏江，但其觀點未有被廣泛接受。事实上，「東城自刎」、「乌江自刎」两种说法并没有矛盾，只是地方行政单位的级数不同。乌江即是乌江亭，在东城县县境。研究者指乌江亭可能因地处长江渡口、交通要津而设的亭:179。故完整的说法是：项羽于九江郡东城县乌江亭自刎。

### 称呼
关于项羽到底是「霸王」还是「项王」的称呼，史书记载並不确定。根据《史記·項羽本紀》记载：「項王自立為西楚霸王，王九郡，都彭城。」，所謂「西楚霸王」在《項羽本紀》中就出現過這麼一次，此後不再出現「霸王」，而是稱項羽為「項王」。項羽最後在東城被圍，自己說：「吾起兵至今八歲矣，身七十余戰，所當者破，所擊者服，未嘗敗北，遂霸有天下。」最後，太史公稱贊說：「夫秦失其政，陳涉首難，豪傑蜂起，相與並爭，不可勝數。然羽非有尺寸，乘勢起隴畝之中，三年，遂將五諸侯滅秦，分裂天下，而封王侯，政由羽出，號為『霸王』，位雖不終，近古以來未嘗有也。」
有意思的是《漢書·陳勝項籍傳》中，雖然幾乎是同樣的語言，卻沒有用「西楚霸王」，《漢書·陳勝項籍傳》：「羽自立為西楚伯王，王梁、楚地九郡，都彭城。」「然羽非有尺寸，乘勢拔起隴畝之中，三年，遂將五諸侯兵滅秦，分裂天下而威海內，封立王侯，政繇羽出，號為『伯王』，位雖不終，近古以來未嘗有也。」「霸」字變成了「伯」。
《史記考索·〈史記〉紀表書世家傳說例》记载：「項羽自為西楚霸王，霸者，『伯』之借字。伯，長也，猶言諸王之長也。羽既為諸侯長矣，故《本紀贊》曰：『分裂天下而封王侯，政由羽出，號為霸王。』」可見「西楚霸王」實為「西楚伯王」，意思就是諸侯之長。

### 火燒阿房宮誤解
對於火燒阿房宮一說，起源是出自唐朝詩人杜牧的阿房宮賦，由於杜牧生於中晚唐唐敬宗時間，皇帝荒淫無度、不理朝政、大興土木，杜牧以項羽某些昏庸殘暴事蹟，再添加項羽火燒阿房宮一事來藉古諷今。
不過由中国社会科学院考古研究所和西安市文物保护考古所联合组成的阿房宫考古队，对阿房宫遗址进行的考古工作发现，阿房宫从来就没有建成，仅是完成地基而已，而項羽入關中後，焚燒的是位於渭水北岸的秦咸陽宮，並不是一般認為的阿房宮（位於渭水南岸），考古學家在發掘原咸陽宮遺址時，發現了大量的灰燼和紅焦土，證明項羽確實曾縱火焚燒過咸陽宮。

## 評價
《史記》作者司馬遷在書中批評項羽：“吾闻之周生曰舜目盖重瞳子，又闻项羽亦重瞳子。羽岂其苗裔邪？何兴之暴也！夫秦失其政，陈涉首难，豪杰起，相与并争，不可胜数。然羽非有尺寸乘埶，起陇亩之中，三年，遂将五诸侯灭秦，分裂天下，而封王侯，政由羽出，号为‘霸王’，位虽不终，近古以来未尝有也。及羽背关怀楚，放逐义帝而自立，怨王侯叛己，难矣。自矜功伐，奮其私智而不師古，謂霸王之業，欲以力征經營天下，五年卒亡其國，身死東城，尚不覺寤而不自責，過矣。乃引『天亡我，非用兵之罪也』，豈不謬哉！”。司马迁評論前段部分肯定项羽之功绩和勇猛，后半部分批評项羽骄傲自负，不善用人以及不省其过。但是，司马迁在史记中仍然把项羽的传记列为本纪，与历代中国最高统治者平级，是少數享此殊荣而无帝王（皇帝）頭銜的人物。在《太史公自序》作項羽本紀第七。評：“秦失其道，豪桀並擾；項梁業之，子羽接之；殺慶救趙，諸侯立之；誅嬰背懷，天下非之。”
有些人認為是司馬遷怨恨晚年昏聵的漢武帝，所以故意把項羽這劉氏大敵地位提升，不然綜觀史記對項羽貶多於褒，不至於到本紀的高度，同時項羽為人好大喜功、極愛面子。《史記·項羽本紀》：「人或說項王曰：『關中阻山河四塞，地肥饒，可都以霸。』項王見秦宮室皆以燒殘破，又心懷思欲東歸，曰：『富貴不歸故鄉，如衣繡夜行，誰知之者！』說者曰：『人言楚人（暗指项羽）沐猴而冠耳，果然。』項王聞之，烹說者。」《史記·項羽本紀》記載了項羽对平民與降卒的六次大屠殺，全部都是戰勝之後駭人聽聞的屠杀與殺降：第一次襄城屠杀，坑殺全城平民；第二次城陽大屠殺，处决了此前幫助齐郡防禦的全城平民；第三次新安大屠殺，坑殺秦軍降卒二十萬；第四次咸陽大屠殺，殺戮關中平民無計，大燒大殺大劫掠大掘墓；第五次破齊大屠殺，坑殺田榮降卒數目不詳，大劫掠大燒殺，逼反復辟後的齊國；種種大規模暴行之外，項羽又恢復了戰國大煮活人的烹殺，後來又有殺楚懷王、殺秦王子嬰並秦诸公子、大掘秦始皇陵等，使大屠殺的酷烈惡風在秦末之亂中驟然暴長。
揚雄在《法言》中批判：“或問：「楚敗垓下，方死，曰『天也！』諒乎？」曰：「漢屈群策，群策屈群力；楚敦群策而自屈其力。屈人者克，自屈者負。天曷故焉！」”
楚国诸将：“项羽为人僄悍滑贼，诸所过无不残灭。”（《史记·高祖本纪第八》）
陈平：“项王为人，恭敬爱人，士之廉节好礼者多归之。至于行功爵邑，重之，士亦以此不附……项王不能信人，其所任爱，非诸项即妻之昆弟，虽有奇士不能用，平乃去楚。”（《陈丞相世家》。此二句意指劉邦待人傲慢無禮，但用人不疑且封賞從不手軟；相較之下項羽仁而爱人，但用人疑神疑鬼且封賞極為小氣，無法留才。）
郦食其：“项王有倍约之名，杀义帝之负；于人之功无所记，于人之罪无所忘；战胜而不得其赏，拔城而不得其封；非项氏莫得用事；为人刻印，刓而不能授；攻城得赂，积而不能赏：天下畔之，贤才怨之，而莫为之用。故天下之士归于汉王，可坐而策也。”（《史记·郦生陆贾列传第三十七》）
刘邦：“项羽有一范增而不能用，此其所以为我擒也！”（《史记·高祖本纪第八》）
韓信曾批評項羽為：“遇強則霸的匹夫之勇，和遇弱則憐的婦人之仁。既不能任用賢能將帥，又曾遷逐楚義帝，用兵趕盡殺絕。雖名為霸王，其實民心盡失。”；“请言项王之为人也。项王喑恶叱咤，千人皆废；然不能任属贤将，此特匹夫之勇耳。项王见人恭敬慈爱，言语呕呕，人有疾病，涕泣分食饮；至使人有功，当封爵者，印刓敝，忍不能予，此所谓妇人之仁也。”
此二句意為項羽只看眼前而不識大體；好行小惠而不願大封大賞，用人但憑個人好惡而非才學，只記過不記功且心胸狹隘，作風與劉邦完全相反。
高起、王陵对曰：“陛下慢而侮人，项羽仁而爱人。然陛下使人攻城略地，所降下者因以予之，与天下同利也。项羽妒贤嫉能，有功者害之，贤者疑之，战胜而不予人功，得地而不予人利，此所以失天下也。”（《高祖本纪》）
王充：“项羽恶微，号而用兵，与高祖俱起，威力轻重，未有所定，则项羽力劲。”（《论衡·卷十九·恢国篇第五十八》）
郭嘉：“昔项籍七十余战，未尝败北，一朝失势而身死国亡者，恃勇无谋故也。”（《三国志·魏书·程郭董刘蒋刘传第十四》）
诸葛亮：“昔项籍总一强众，跨州兼土，所务者大，然卒败垓下，死於东城，宗族如焚，为笑千载，皆不以义，陵上虐下故也。”（《三國志·卷三十三 蜀書三 後主傳第三》）“昔在項羽，起不由德，雖處華夏，秉帝者之勢，卒就湯鑊，為後永戒。”（《三国志·卷三十五·蜀书五·诸葛亮传第五》）
刘劭：“若一人之身，兼有英雄，则能长世；高祖、项羽是也。然英之分，以多于雄，而英不可以少也。英分少，则智者去之，故项羽气力盖世，明能合变，而不能听采奇异，有一范增不用，是以陈平之徒，皆亡归高祖。”
段灼：“秦失其鹿，豪杰竞逐，项羽既得而失之，其咎在烹韩生，而范增之谋不用。假令羽既距项伯之邪说，斩沛公于鸿门，都咸阳以号令诸侯，则天下无敌 矣。而羽距韩生之忠谏，背范增之深计，自谓霸王之业已定，都彭城，还故乡，为昼被文绣，此盖世俗儿女之情耳，而羽荣之。是故五载为汉所擒，至此尚不知觉悟，……甚痛矣哉！”（《晋书·卷四八·列传第十八·段灼》）
蔡謨：“夫以白起、韩信、项籍之勇，犹发梁焚舟，背水而阵。”（《晋书·卷七七·列传第四七·蔡谟》）
李德林：“项羽诛秦摧汉，宰割神州，角逐争驱，尽威力而无就也。”（《隋书·卷四二·列传第七·李德林》）
房彦谦：“故蚩尤、项籍之骁勇，伊尹、霍光之权势，李老、孔丘之才智，吕望、孙武之兵术，吴、楚连盘石之据，产、禄承母弟之基，不应历运之兆，终无帝主之位。”（《北史·列传第二十七》）
魏元忠：“假有项籍之气，袁绍之基，而皆泯智任情，终以破灭，何况复出其下哉。”（《旧唐书·列传第四十二》）
司马贞：“秦鹿走，伪楚狐鸣。云郁沛谷，剑挺吴城。勋开鲁甸，势合砀兵。卿子无罪，亚父推诚。始救赵歇，终诛子婴。违约王汉，背关怀楚。常迁上游，臣迫故主。灵壁大振，成皋久拒。战非无功，天实不与。嗟彼盖代，卒为凶竖。”（《史记·项羽本纪第七》）
呂蒙正：“楚霸英雄，敗於烏江自刎；漢王柔弱，竟有萬里江山。”（《破窯賦》）
唐代才子杜牧有詩《題烏江亭》：「勝敗兵家事不期，包羞忍恥是男兒。江東弟子多才俊，捲土重來未可知。」但是杜牧天真的想法被王安石仿此詩格式吐槽：「百戰疲勞壯士哀，中原一敗勢難回。江東子弟今雖在，肯與君王捲土來。」
宋苏洵：“项籍有取天下之才，而无取天下之虑。”
宋苏轼：“项籍唯不能忍，是以百战百胜而轻用其锋。”（《古文观止》）
宋蘇轍《虞姬墓》的詠嘆是：布叛增亡國已空，摧殘羽翮自令窮。艱難獨與虞姬共，誰使西來敵沛公。
宋陸游《項羽》嘆曰：八尺將軍千里騅，拔山扛鼎不妨奇。范增力盡無施處，路到烏江君自知。
宋文天祥：「項籍、關侯、敖曹擒虎之流。」（《文山集·送彭叔英序》）
宋范浚：“若籍则无能有是，得范增不能用，得陈平不能用，得韩信不能用，皆使之怨偾弃去，徒以匹夫小勇，欲决雄雌于挑战间，至力蹙势穷，犹将驰杀一二汉将，以见枝能，此楚所以失天下也。然则籍之亡也，又胡望乎天哉？”
宋何去非：“项羽之于力尝强矣，以其不知真力之所在，此所以亡。彼项羽以百战百胜气盖于一时，手袭天下以王豪杰而宰制之，自以天下莫能抗也。观其所赖以为资，盖有类乎力者矣。虽然，彼之所谓力者，内恃其身之勇，叱咤震怒足以威匹夫；外恃其众之劲，搏捽决战足以吞敌人而已。至于阻河山，据形便，俯首东瞰，临制天下，保王业之固，遗后世之强，所谓真力者，彼固莫或之知也。是以轻指关中天险之势，燔烧屠戮逞其暴，卒举而遗之二三降虏，反怀区区之故楚而甚荣。......惟其知夺而不知其有，此所以亡耳。”
刘叔友：“项王有吞岳渎意气，咸阳三月火，骸骨乱如麻，哭声惨怛天日，而眉容不敛，是必铁作心肝者。然当垓下诀别之际，宝区血庙，了不经意，惟眷眷一妇人，悲歌怅饮，情不自禁。”（《鶴林玉露》）
宋代女词人李清照诗赞云：「生當作人傑，死亦為鬼雄，至今思项羽，不肯過江東。」
明太祖朱元璋：“项羽南面称孤，仁义不施，而自矜功伐。高祖知其然，承以柔逊，济以宽仁，卒以胜之。”（《明史·卷第一三五·列传第二三·孔克仁》）
王世贞：“嗟乎！古之有天下者，要必有人君之德，而其佐命以功臣终者，要必有人臣之体，人臣之体在才巨而心小其识不凡，而凡不远而远乃可保也无君德，而其材非人臣者。偏雄，则项羽、袁绍、李密；委质，则韩信及荣也。”（《王弇州崇论卷之四》）
李晚芳：“羽之神勇，千古无二；太史公以神勇之笔，写神勇之人。亦千古无二。迄今正襟读之，犹觉喑嗯叱咤之雄，纵横驰骋于数页之间，驱数百万甲兵，如大风卷箨，奇观也。”
明末流寇首領張獻忠曾經評歷代帝王，以西楚霸王為第一。
蔡东藩：“惟观于项王之坑降卒，杀子婴，弑义帝，种种不道，死有余辜，彼自以为非战之罪，罪固不在战，而在残暴也。彼杀人多矣，能无及此乎！天亡天亡，夫复谁尤！”
周恩来：“时势之英雄，固若是其众也，然非吾之所论于项羽、拿破仑也。夫二氏，世界之怪杰也。具并吞八荒之心，叱咤风云之气；勇冠万夫，智超凡俗；战无不胜，攻无不取；敌邦闻之而震魄，妇孺思之而寒胆；百世之下，犹懔懔有生气，岂仅一世之雄哉！是犹其勇之著于外也。若其关系于世界之进退，人类之盛衰，又非一时豪俊、二三学者所可同日而语。虽以帝王之尊、宗教之力、金钱之势，莫以易之。故二氏者，吾之所谓造时势之英雄也。”
孫中山認為，項羽失敗最簡單原因，就是項羽專靠武力，劉邦入關之後，便約法三章，事事總是寬宏大量，以得民心為主。
中国共产党领导人毛泽东有词云：“宜将剩勇追穷寇，不可沽名学霸王。”在1964年的一次谈话中，毛泽东进一步指出项羽战败的三个错误：鸿门宴不听范增的话，放走刘邦；机械遵守鸿沟协定；以及建都徐州（当时叫彭城）。

## 藝術

### 文化影响

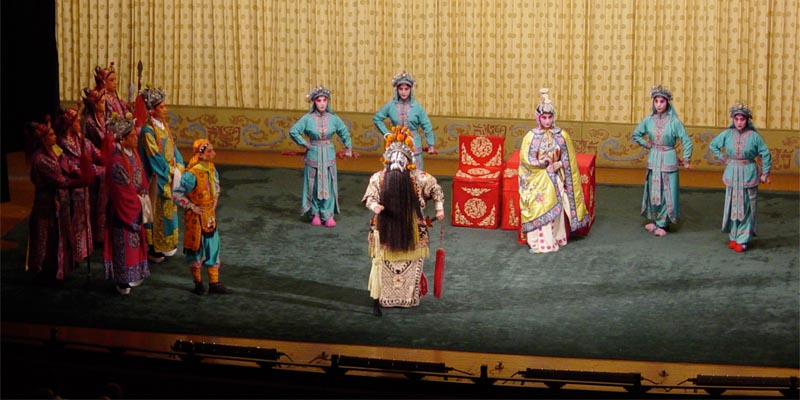
京剧《霸王别姬》

项羽英勇善戰但下場悲慘，加之他与虞姬的爱情故事，符合大眾對悲劇英雄的觀感而受戲劇與創作歡迎。
中国传统戏曲中多有与项羽有关的内容，如近代京剧中有名剧霸王别姬。
古琴曲中有〈楚歌〉一曲描寫項羽兵敗垓下的故事。
由於項羽在江邊自盡，世人感念，建廟奉祀，陳朝時甚至尊封為帝。後人則尊為諸「水仙王」之一，希望項羽的英靈可以保佑漁民及水上運輸、貿易的安全。

### 影視形象
- 香港電視劇《楚河漢界》（1985年）：由石修飾演。
- 中國大陆電視劇《淮阴侯韩信》（1991年）：由韓再峰飾演。
- 香港電影《西楚霸王》（1994年）：由吕良伟飾演。
- 中國大陆電視劇《西楚霸王》（1994年）：由宁才飾演。
- 中國大陆電視劇《漢劉邦》（1998年）：由张林飾演。
- 香港電視劇《楚汉骄雄》（2004年）：由江华飾演。
- 中國大陆電視劇《楚汉風雲》（2005年）：由胡軍飾演。
- 中國大陆電視劇《大汉巾帼》（2005年）：由臧金生飾演。
- 中國大陆電視劇《玫瑰江湖》（2009年）：由钟汉良飾演。
- 中國大陆電視劇《神話》（2010年）：由谭凯飾演。
- 中國大陆電視劇《大将军韩信》（2010年）：由吴毅将飾演。
- 中國大陆与香港合拍電影《鴻門宴傳奇》（2011年）：由馮紹峰飾演。
- 中國大陆電視劇《楚汉爭雄》（2011年）：由任程伟飾演。
- 中國大陆電視劇《楚汉傳奇》（2012年）：由何潤東飾演。
- 中國大陆電影《王的盛宴》（2012年）：由吴彦祖飾演。
- 中國大陆電視劇《秦時明月》（2014年）：由秦俊杰飾演。
- 中國大陆電視劇《天意》（2018年）：由于济玮飾演。

### 動漫
- 《天子傳奇3流氓天子》
- 《天子傳奇4大唐威龙》
- 《天子傳奇5如来神掌》
- 《天子傳奇7三国骄皇》
- 《秦時明月》（2007年）：由沈达威配音。
- 《秦汉英雄传》（2011年）：由张震配音。
- 《秦時明月3D電影龍騰萬里》（2014年）：由沈达威配音。
- 《秦時明月》第五季《君臨天下》新春特别篇（2016年）：由戴超行配音。

### 遊戲
- 日本手機遊戲《Fate/Grand Order》：由山寺宏一配音，職階為Berserker，被描述為秦始皇製造的半人馬型機關人偶「會稽零式」，寶具是「力拔山兮氣蓋世」。
- 《王者榮耀》中的角色，職業為坦克
- 《神魔之塔》2020第一張新黑金。
  - 種族：人類；屬性：光；星數：7星；主動技能為力拔山河，隊長技分別為純色的無雙之霸與雜色的蓋世之氣。

### 戲剧
- 台灣金光布袋戲《金光御九界之戰血天道》（2019年）：「血神」角色原型為西楚霸王。

### 书目
- 《史記·項羽本紀》
- 《漢書·陳勝項籍傳》
- 《漢書·高帝紀》
- 《高祖功臣侯者年表》

## 外部連結
[在维基数据编辑]
 在维基文库阅读此作者作品（ 在维基共享资源阅览影像）
 《史記·卷七·項羽本紀》，出自司馬遷《史記》
 《漢書·卷031》，出自班固《漢書》
| 統治者頭銜             | 統治者頭銜               | 統治者頭銜         |
| ---------------------- | ------------------------ | ------------------ |
| 前任： 無              | 西楚霸王 前206年—前202年 | 繼任： 無          |
| 前任： 秦王子婴 楚义帝 | 中國君主 前206年—前202年 | 繼任： 漢高祖 刘邦 |